# Sphaerius
Sphaerius je rod brouků, sestávající z 24 druhů (počet není ustálen), které jsou jedinými členy čeledi Sphaeriusidae. Jsou nalézáni na okrajích potoků, řek i stojatých vod, kde se živí řasami, stejně jako jejích larvy. Evropské druhy žijí ve vlhkém substrátu, listové hrabance a mechu močálů,nacházejí se také pod kameny nebo mezi kořeny stromů. Někteří tropičtí jedinci jsou striktně terestričtí (suchozemští). Objevují se na všech kontinentech kromě Antarktidy.
Tvar těla brouka je vypouklý, matný, hnědé nebo černé barvy, někdy s barevnými znaky.

Hlava je vyčnívající s poměrně velkýma očima daleko od sebe. Jedenáctičlenná vřetenovitá tykadla jsou zakončena trojčlánkovou paličkou. Předohruď (prothorax) je krátká, zvětšená zadohruď (metathorax) je srostlá se středohrudí (mesothorax), má jen tři viditelné břišní destičky (ventrity). Přední holeně jsou rozšířené, na vnější straně vykrojené, přední stehna mají uprostřed vnitřní strany zub. Křídla skládá komplikovaně, mají obrvenou boční hranu. K dýchání pod vodou nepoužívá bublinu pod krovky (plastron). Celková délka brouka je 0,5–1,2 mm.

Larvy mají po jednom postranním očku (stemata) a splynulé segmenty nohou.
Jedná se tzv. adaptabilní druh, který není v Evropě silně ohrožen. Nachází se sice v omezených oblastech, ale žije v přirozených lokalitách (zarostlé vodní toky a tůně) a také v narušených regulovaných úsecích vodních toků.
Čeleď byla dříve známa jako "Sphaeriidae", ale jméno bylo převzato čeledí sladkovodních škeblí. Jméno bylo nesprávně nahrazeno na "Microsporidae" (změnou rodu na Microsporus) avšak následně se vrátilo používání jména Sphaerius a názvu čeledi Sphaeriusidae. Postavení čeledi v řádu Coleoptera bylo změněno několikrát.

## Druhy
- Sphaerius acaroides  Waltl, 1838 – Střední a severní Evropa
- Sphaerius africanus  Endrödy-Younga, 1997 – Jižní Afrika
- Sphaerius alticola  Löbl, 1995
- Sphaerius coenensis  Oke, 1954
- Sphaerius coomani
- Sphaerius cribratus
- Sphaerius favosus
- Sphaerius gustavlohsei  Löbl, 1995 – Nepál
- Sphaerius hispanicus  Matthews, 1899 – Španělsko, Francie
- Sphaerius humicola  Löbl, 1995 – Nepál
- Sphaerius laeviventris  Champion, 1923 – Indie
- Sphaerius madecassus  Paulian, 1949 – Madagaskar
- Sphaerius obsidianus  Kolenati, 1846
- Sphaerius obsoletus
- Sphaerius ovensensis  Oke, 1954 – Austrálie
- Sphaerius papulosus  Lesne, 1940 – Barma
- Sphaerius perlaevis
- Sphaerius politus  Horn, 1868
- Sphaerius scutellaris  Matthews, 1899
- Sphaerius spississimus  Lesne, 1935 – Francie, Itálie, Rusko, Palestina
- Sphaerius sylvicola  Löbl, 1995 – Nepál
- Sphaerius tesselatus
- Sphaerius texanus Matthews, 1899 – Mexiko, Střední Amerika, Venezuela
- Sphaerius tropicus Matthews, 1899 – Mexiko, Střední Amerika, Venezuela